# Chorizopora brongniartii
Chorizopora brongniartii is een mosdiertjessoort uit de familie van de Chorizoporidae. De wetenschappelijke naam van de soort is, als Flustra brongniarti, voor het eerst geldig gepubliceerd in 1826 door Jean Victor Audouin. Het is een korstvormende mosdiertjessoort die een wijdverspreide verspreiding heeft in tropische en gematigde zeeën.

## Omschrijving
Chorizopora brongniartii zijn koloniale mosdiertjes (bryozoa) die dunne korstvormende plekken vormen die glanzend en doorschijnend, witachtig of bleekbruin zijn. Het oppervlak is soms met roze vlekjes, wat wijst op de aanwezigheid van zoïden die ontwikkelende embryo's bevatten. De kolonies zijn afgerond of gelobd en gewoonlijk kleiner dan 1 cm (0,4 inch) in diameter, maar kunnen aanzienlijk groter zijn. Deze mosdiertjes zijn onder water moeilijk waar te nemen, maar gemakkelijker te zien als hij wordt blootgesteld. De individuele zoïden hebben dwarse richels en zijn glad en convex; de zoïden worden gescheiden door mozaïekachtige geperforeerde bakken.

## Verspreiding
De chorizopora brongniartii heeft een brede verspreiding in tropische en gematigde zeeën. Het komt voor in de Indische Oceaan, de westelijke en oostelijke Stille Oceaan, de Caraïbische Zee, de westelijke en oostelijke Atlantische Oceaan, de Noordzee en de Middellandse Zee. het wordt gevonden op een diepte tot ongeveer 150 m en groeit hij op verschillende oppervlakken; deze omvatten zeewier, zeegras, koraal, schelpen, kiezelstenen, verschillende soorten zeebodem en door mensen gemaakte voorwerpen. Het komt vooral veel voor in de Middellandse Zee en groeit op Posidonia.

## Ecologie
Net als andere mosdiertjes is chorizopora brongniartii een filtervoeder en vangt kleine deeltjes, voornamelijk fytoplankton, uit het water met de kroon van tentakels die de lofofoor vormen. Kolonies groeien door ontkiemende nieuwe zoïden. De kolonie is hermafrodiet, met aparte mannelijke en vrouwelijke zoïden. De bevruchte eitjes worden gebroed door het vrouwelijk zoïde alvorens te worden vrijgemaakt in de waterkolom als trilhaarlarven. Na een korte planktonfase vestigen deze zich op een geschikt oppervlak en ondergaan metamorfose tot primaire zoïden die nieuwe kolonies zullen vormen.
Mosdiertjes en andere dieren die zich op harde oppervlakken nestelen, strijden om ruimte. In een experiment nabij Plymouth, Engeland, werden plexiglaspanelen ondergedompeld op een diepte van ongeveer 8 m. Deze werden al snel bedekt met organismen; vroege kolonisten waren verschillende mosdiertjes waaronder chorizopora brongniartii en de buisvormende driehoekige kalkkokerworm (pomatoceros triqueter). De wormen groeiden zo krachtig dat ze al snel overgroeiden en de mosdiertjes uitsloten. Sommige kolonies van mosdiertjes voorkwamen echter dat ze werden gedood door op en over de wormenbuizen te groeien, en hun larven vestigden zich bij voorkeur op de wormbuizen. De kolonies mosdiertjes hadden een langere levensduur dan de wormen, en op de lange termijn kunnen de mosdiertjes op de panelen overleven ondanks dat ze op korte termijn zwakke concurrenten zijn. Gemeenschappen aan de onderkant van nabijgelegen rotsblokken werden meestal gedomineerd door mosdiertjes en zullen waarschijnlijk een latere successiestadium zijn; niettemin waren de onderkanten van enkele rotsblokken bijna geheel bedekt met kokerwormen.